# استفانی گوتشلیچ
استفانی گوتشلیچ (انگلیسی: Stefanie Gottschlich؛ زادهٔ ۵ اوت ۱۹۷۸) بازیکن فوتبال اهل آلمان است.
از باشگاه‌هایی که در آن بازی کرده‌است می‌توان به اشاره کرد.